# Thalassoma bifasciatum

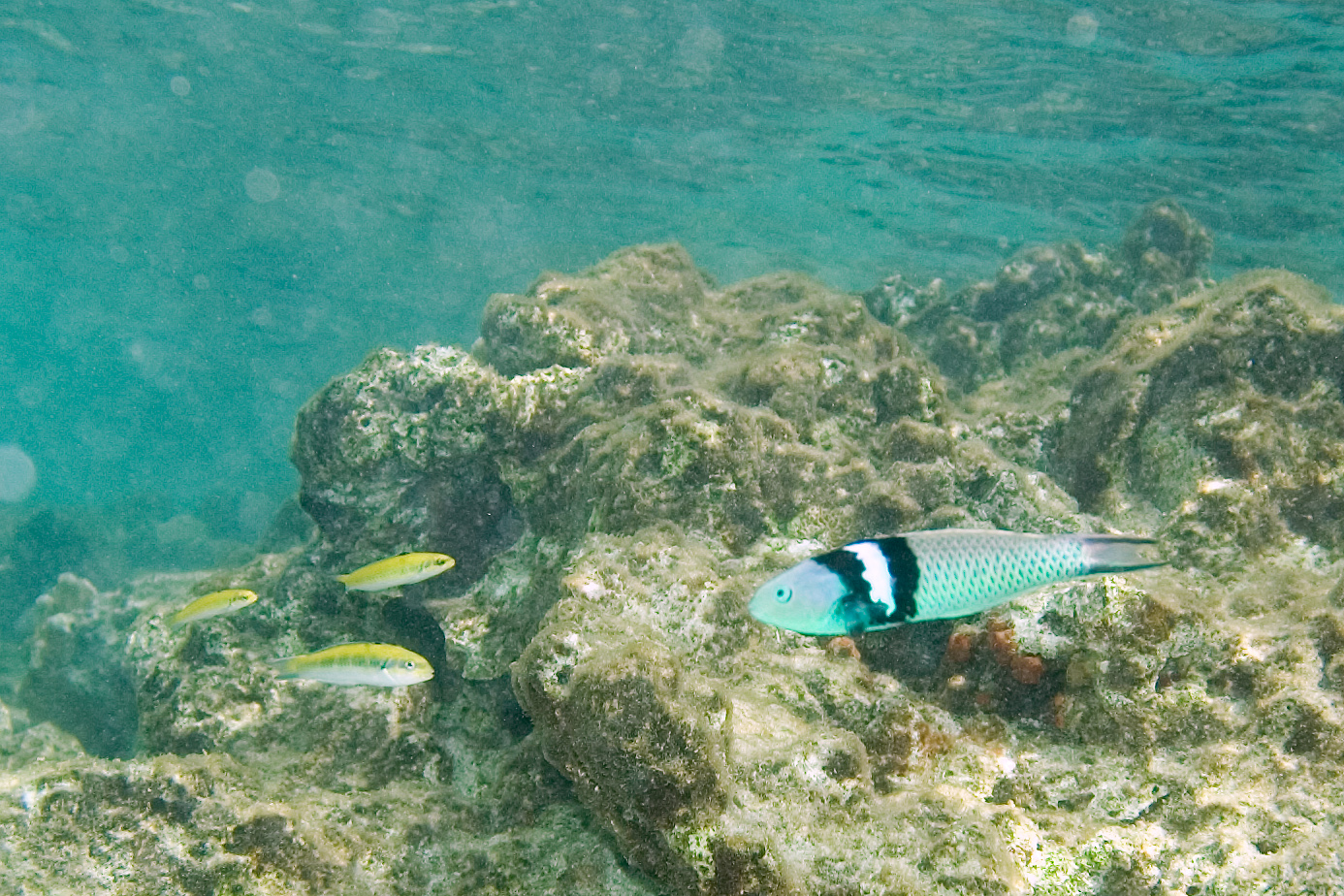
Adulto con giovani in fase intermedia

Thalassoma bifasciatum (Bloch, 1791)  è un pesce d'acqua salata appartenente alla famiglia Labridae.

## Descrizione
Il corpo è allungato, non molto compresso ai lati e con la testa arrotondata. La colorazione varia molto nella vita del pesce: quando sono giovani il corpo è giallo con una fascia marrone scura che sfuma diventando rossastra sulla testa; nella fase intermedia il corpo è giallo con una linea orizzontale marrone più o meno evidente. L'ultimo tipo di colorazione è esibito solo dai maschi adulti, e consiste nell'avere il corpo verde, la testa blu e dietro di essa un'area bianca contornata di nero. La pinna caudale è profondamente biforcuta e ha le estremità scure allungate. La pinna dorsale e la pinna anale sono basse ma molto lunghe. La lunghezza massima registrata è di 25 cm.

## Biologia

### Alimentazione
La sua dieta è molto varia ed include sia altri pesci più piccoli che vari invertebrati acquatici come crostacei, sia granchi che gamberetti, isopodi, policheti, stomatopodi, copepodi, echinodermi, sia stelle di mare che ricci, molluschi e uova di cefalopodi.

### Riproduzione
È oviparo e la fecondazione è esterna. È un pesce ermafrodita, e gli esemplari più grossi sono generalmente maschi. Se le condizioni lo richiedono, le femmine possono cambiare sesso in 3 o 4 settimane. Quando diventano maschi diventano anche molto più aggressivi, e difendono il loro territorio in modo che possano entrarvi solo le femmine.

## Habitat e Distribuzione
Proviene dall'oceano Atlantico: lo si trova sulle coste della Florida, nel Golfo del Messico, nel Mar dei Caraibi, nel Golfo del Maine, Venezuela, Bermuda, Trinidad e Tobago. Vive nelle barriere coralline e nelle distese di alghe.

## Conservazione
Non sono presenti particolari minacce nonostante venga occasionalmente pescato per l'acquariofilia, e non viene mai pescato per essere mangiato a causa delle piccole dimensioni.